# Feuille de service
La feuille de service est un document de travail utilisé dans les tournages de cinéma et dans l’audiovisuel.
Rédigée quotidiennement par l’assistant réalisateur, complétée par le régisseur général et validée par le directeur de production, elle comprend des informations pratiques sur la journée de tournage du lendemain, telles que les noms et numéros de téléphone de l’équipe, les horaires, les lieux, les conditions du tournage... Elle indique aussi les séquences qui seront tournées dans la journée, ainsi que les acteurs et le matériel requis pour le tournage de ces séquences.
Les informations qui figurent sur la feuille de service doivent être les plus récentes. 